# Paracucumaria capensis
Paracucumaria capensis is een zeekomkommer uit de familie Cucumariidae.
De wetenschappelijke naam van de soort werd in 1998 gepubliceerd door A.S. Thandar.